# Geoffrey Fenton
Sir Geoffrey Fenton (* um 1539; † 19. Oktober 1608 in Dublin) war ein englischer Staatsmann (Kronrat), Staatssekretär für Irland und Übersetzer.

## Leben
Fenton entstammte einer Adelsfamilie (sein Vater Henry Fenton stammte aus Nottinghamshire) und bereiste in seiner Jugend Frankreich, Spanien und Italien. 1580 wurde Fenton auf Vermittlung von Lord Burghley Sekretär von Arthur Grey, 14. Baron Grey de Wilton (1536–1593), dem Lord Deputy of Ireland, was er bis zu seinem Tod blieb. Bei Grey in Irland war er ein Kollege von Edmund Spenser. Er gab seine literarische Tätigkeit auf und war ein entschiedener Gegner des Katholizismus.
1587 wurde er vom Gouverneur von Dublin John Perrot wegen seiner Schulden kurz verhaftet und vorher in Ketten durch die Stadt geführt. Fenton arbeitete daraufhin an dessen Sturz und war am Prozess gegen ihn 1590/91 in London beteiligt, der mit dessen Hinrichtung endete. Am 5. Januar 1589 wurde er als Knight Bachelor („Sir“) geadelt. 1603 wurde er Kronrat (Privy Councillor) für Irland, was er auch nach der Thronbesteigung von Jakob I. dank der Protektion von Burghley trotz schlechter Beziehungen zum neuen König blieb, er musste allerdings sein Amt mit einem Anderen teilen. Er liegt in St. Patrick’s Cathedral begraben.
1585 heiratete Fenton Alice, Tochter des Juristen Robert Weston, dem früheren Regius Professor of Civil Law der Oxford University und Lordkanzler von Irland. und hatte mit ihr einen Sohn und eine Tochter.
Seine Tochter war die Mutter von Robert Boyle. Sein Bruder Edward Fenton († 1603) war Kapitän, der u. a. mit Martin Frobisher segelte.

## Literarische Tätigkeit
1567, als er in Paris war, übersetzte Fenton Matteo Bandellos Novelle (über eine französische Übersetzung von François de Belleforest) unter dem Titel Certaine tragicall discourses written oute of Frenche and Latin, die im Elisabethanischem Zeitalter äußerst beliebt wurden. Auch übersetzte Fenton Antonio de Guevaras und Francesco Guicciardinis Geschichte Italiens (Storia d’Italia) (1579 erschienen und Königin Elizabeth gewidmet).
Fentons A Forme of Christian Pollici (1574) verurteilte das Theater mittels engstirniger religiöser Argumente.